# Nikolaï Skrydlov
Nikolaï Illarionovitch Skrydlov (en russe : Николай Илларионович Скрыдлов) né le 1er avril 1844 à Pskov et mort le 4 octobre 1918 à Petrograd, est un officier de marine russe. Il fut amiral et citoyen d'honneur d'Athènes.

## Biographie
Diplômé de l'École navale du Corps des Cadets en 1862, Nikolaï Illarionovitch Skrydlov est affecté dans la Flotte de la mer Baltique. Il navigue à bord de la frégate Oleg de 1863 à 1865. Entre 1865 et 1866, il sert sur le yacht Queen Victoria.  En 1866, il est transféré sur la frégate Dmitry Donskoï, puis sur la frégate Olaf, où il sert quatre années (1868 à 1872). Il commande entre 1875 et 1876 le yacht Nixa.
Skrydlov sert à partir de 1879 à bord de navires de transport militaire qui chargent et expédient des marchandises à destination des ports de Vyborg, Revel et Helsingfors. Il se rend en tant que lieutenant de marine à bord du yacht Pouvoir, au Danemark, aux Pays-Bas et en Grande-Bretagne.
Skrydlov prend une part active au conflit qui oppose la Russie à l'Empire ottoman (Guerre russo-turque de 1877-1878). Au cours de cette guerre, il commande le cotre Choutka sur le Danube. Pour son courage et son dévouement il reçoit l'Ordre de Saint-Georges (quatrième classe) (1877). Pendant la dernière année de ce conflit, il commande le bateau à vapeur Karabia (1878-1879).
Il est ensuite officier supérieur de la frégate Svetlana entre 1878 et 1882. En 1882, il est promu chef de brigade dans la Flotte de la mer Baltique. De 1883 à 1885, il exerça le commandement sur un clipper du nom de Strelok. Puis il est transféré sur la frégate Dmitry Donskoï où il exerce le commandement de 1886 à 1889. Il navigue ensuite de 1889 à 1893 sur le cuirassé Gangout en qualité de commandant de bord.
En 1893, Skrydlov est promu kontr-admiral et commandant en chef de la Flotte de la mer Baltique et l'année suivante le poste d'inspecteur et de chef du Département des mines lui est confié, jusqu'en 1898. Il est ensuite transféré en Méditerranée, où il commande cette flotte de 1898 à 1899. Le 3 juillet 1900, il est élevé au grade de vice-amiral. Il exerce de 1903 à 1904 le commandement suprême de la Flotte et des ports de la mer Noire. En 1904, il est admis à siéger en qualité de membre du Conseil de l'Amirauté. Après le décès de l'amiral  Makarov, commandant en chef de la Flotte du Pacifique, ce commandement est temporairement exercé par l'amiral Vithöft. Le 1er avril 1904, il est nommé commandant en chef de cette même Flotte, mais le vice-amiral ne peut se rendre à temps à Port-Arthur assiégé par les Japonais. Au terme de ce conflit, il reprend son commandement de la Flotte et des ports de la mer Noire. En 1909, il est élevé au grade d'amiral.

### Décès
Il est fusillé le 4 octobre 1918 par les bolchéviques dans le golfe de Finlande, selon d'autres sources il mourut de faim à Petrograd.

## Distinctions
- 1877 : Ordre de Saint-Georges (4e classe)
- Ordre de Saint-Stanislas (1re classe)
- Ordre de Sainte-Anne (1re classe)
- Ordre de Saint-Vladimir (2e classe)
- Ordre de l'Aigle blanc